# مقاطعة كولوسا (كاليفورنيا)
مقاطعة كولوسا (بالإنجليزية: Colusa County)‏ هي إحدى مقاطعات ولاية كاليفورنيا في الولايات المتحدة الأمريكية.